# Dansa urbana

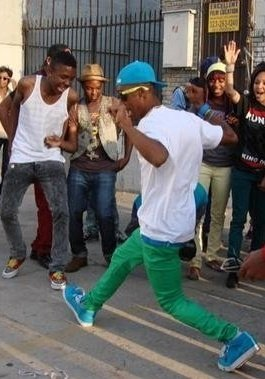
Dansa urbana

Les danses urbanes inclouen un conjunt de manifestacions culturals en forma de dansa, performances i creacions coreogràfiques nascudes a ciutats i espais públics. Algunes poden investigar la relació entre dansa, cos dansant i arquitectura.
L'expressió "dansa urbana" no es posa com a definició del gènere, sinó com a obertura d'aquesta, espai d'experimentació del cos en el context urbà. Pot comprendre entre si mateixa, com en un conjunt obert, totes les experiències que sumen dansa, moviment, paisatge urbà i espai públic. Essent la ciutat el mirall continu del moviment mateix, això conjunt no pot ser que considerar obert i en transformació, com un cos, com el cos mateix. Éssers humans tenen aquí directament a veure amb el descobriment tàctil i concret del món i de l'espai, la connotació arquitectònica procedeix guanyant nova i directa consciència. El cos que dansa es relaciona i interfereix amb l'espai urbà mateix, pot renyar l'espai, descobrir altres usos.
Segons aquestes premisses en aquest context poden ser considerades tanques aleshores experiències de recerca dels anys 70, com la de Trisha Brown i Joan Jonas, així com les pràctiques de dansa urbanes com el breakdance, el hip-hop, la dansa amb monopatí, la saltada del city jumping o també altres estils urbans com el “popping”, “locking”, dancehall...